# Chiến dịch Nalchik–Ordzhonikidze
Chiến dịch Nalchik–Ordzhonikidze diễn ra từ ngày 25 tháng 10 đến ngày 12 tháng 11 năm 1942 là trận tấn công cuối cùng của Tập đoàn quân xe tăng 1 do tướng Paul Ludwig Ewald von Kleist, tư lệnh Cụm tập đoàn quân A kiêm tư lệnh Tập đoàn quân xe tăng 1 chỉ huy vào khu vực Ordzhonikidze. Trong một cố gắng cuối cùng nhằm giành lại thế chủ động đã mất tại mặt trận Bắc Kavkaz, cuộc tấn công của Tập đoàn quân xe tăng 1 (Đức) không chỉ nhằm chiếm giữ một đầu cầu ở Bắc Kavkaz mà còn tạo một mũi nhô uy hiếp sườn phải của Tập đoàn quân 9 (Liên Xô), tạo điều kiện cho Sư đoàn "F" (Sư đoàn đặc nhiệm tác chiến sa mạc) đột phá từ Budennovsk quan vùng bán hoang mạc Kalmyk về hướng Kizlyar, mở một con đường khác tiến ra bờ biển Caspi. Đối với tướng Kleist, đây còn là đòn phục thù cho trận thua tháng trước tại khu vực cửa mở Elkhotovo.
Chiến dịch này diễn ra ngay sát trước cuộc phản công của quân đội Liên Xô gồm 6 tập đoàn quân, không chỉ vào hướng Nalchik - Stavropol mà còn cả trên hướng Kizlyar - Budennovsk. Sau khi được tăng cường Sư đoàn xe tăng 23 thay cho sư đoàn xe tăng 19 được rút về Ukraina để củng cố, ngày 25 tháng 10, Sư đoàn xe tăng 3 thuộc Quân đoàn xe tăng 1 (Đức) phát động tấn công từ cửa mở Elkhotovo vào Tập đoàn quân 37 đang đóng rải rác trên sườn núi phía Tây Nalchik. Xe tăng Đức đánh vào điểm tiếp giáp giữa các sư đoàn bộ binh 295 và 392 tại làng Dolinsky. Tập đoàn quân 37 (Liên Xô) đã hoàn toàn bất ngờ trước đòn tấn công của Sư đoàn xe tăng 23 (Đức) và vội vã rút lui, để hỏng cả một đoạn mặt trận dài hơn 20 km trước cửa ngõ Ordzonikidze. Ngày 2 tháng 11, xe tăng Đức chiếm thị trấn Alagir, chia cắt hoàn toàn Tập đoàn quân 37 với Tập đoàn quân 9 (Liên Xô). Bộ Tư lệnh Cụm tác chiến Bắc Kavkaz (Liên Xô) phải điều Tập đoàn quân 58 (mới thành lập) từ Makhachkala lên giữ Grozny để Tập đoàn quân 9 xoay chính diện 900 sang hướng Ordzhonikidze. Ngày 3 tháng 11, Sư đoàn xe tăng 23 (Đức) đã có mặt trước khu vực Gisel, ngoại ô Ordzhonikidze. Trong các ngày 4 và 5 tháng 11, khoảng 150 xe tăng Đức cố gắng đột phá vào Ordzhonikidze nhưng đã vấp phải đòn phản kích của Tập đoàn quân 9 (Liên Xô) đã bố trí xong trận địa phòng thủ ở khu vực khu vực Gisela. Ngày 6 tháng 11, Sư đoàn xe tăng 13 (Đức) với binh lực đã bị tiêu hao trong các trận đánh hồi tháng 9 vào trận để hỗ trợ cho sư đoàn xe tăng 23 nhưng cũng không xoay chuyển được tình thế.
Ngày 7 tháng 11, Tập đoàn quân 9 được Tập đoàn quân 58 còn sung sức hỗ trợ bắt đầu tổ chức phản công vào sườn phải của cụm xe tăng Đức tại khu vực phía Tây Ordzhonikidze, buộc cụm quân này phải bỏ lại các vị trí Dolinsky, Alagir, Gisel vừa chiếm được và cả khu vực cửa mở chiến lược Elkhotovo, rút quân về giữ Nalchik. Ngày 12 tháng 11, mặc dù Tập đoàn quân 9 (Liên Xô) phải dừng lại trước cửa ngõ Nalchik nhưng tuyến mặt trận đã được nắn thẳng lại. Quân đội Liên Xô làm chủ khu vực cửa mở Elkhotovo và sử dụng nó làm bàn đạp cho cuộc phản công đầu năm 1943.

## Bối cảnh
Những thất bại hồi tháng 9 năm 1942 tại khu vực Mozdok - Malgobek có làm sứt mẻ một số lượng đáng kể binh lực và xe tăng của Tập đoàn quân xe tăng 1 (Đức) nhưng không có nghĩa là tướng Ewald von Kleist sẽ chịu rút lui một cách dễ dàng. Ngày 20 tháng 10, Tập đoàn quân xe tăng 1 (Đức) nhận được tăng viện mới gồm Sư đoàn xe tăng 23 và Sư đoàn "F" được điều động từ Hy Lạp đến. Trong đó, Sư đoàn "F" là đơn vị đặc nhiệm chuyên tác chiến trên các vùng hoang mạc, thảo nguyên khô cằn, thiếu nước. Mô hình ban đầu của đội quân này được tướng Hellmuth Felmy đề xướng thành lập từ tháng 5 năm 1941 và đến thời điểm được đưa sang Bắc Kavkaz, nó do tướng Otto Deßloch chỉ huy. Đây là một đơn vị kỵ binh cơ giới hỗn hợp bao gồm cả người Đức và người Arab, được trang bị xe tăng và xe cơ giới dùng động cơ làm mát bằng quạt gió. Kỵ binh Arab trong sư đoàn này không dùng ngựa mà dùng lạc đà. Sư đoàn này có một phi đội không quân riêng chuyên tác chiến trên sa mạc và các đơn vị tăng cường khác. Sau thất bại của Tập đoàn quân 17 tại hướng Biển Đen, Adolf Hitler lại đặt hy vọng vào Tập đoàn quân xe tăng 1 với những sư đoàn mới tăng viện có thể làm xoay chuyển tình hình tại khu vực Bắc Kavkaz có lợi cho quân đội Đức Quốc xã.
Một kế hoạch phản công của quân đội Liên Xô tại Bắc Kavkaz đã được thông qua ngày 21 tháng 10, trong đó quy định đến ngày 23 tháng 10 sẽ phản công từ hai khu vực Grozny và Kyzlyar nhằm hợp vây các lực lượng chủ yếu của Tập đoàn quân xe tăng 1 (Đức) tại khu vực Mozdok - Nalchik. Tuy nhiên, do Tập đoàn quân 58 (Liên Xô) chưa thể chuyển quân đến Ordzonykidze theo kế hoạch và Sư đoàn bộ binh 10 cùng tiểu đoàn xe tăng 201 tăng viện cho Tập đoàn quân 44 còn đang trên đường chuyển quân qua biển Caspi nên thời hạn phản công được hoãn lại đến ngày 3 tháng 11. Cuộc tấn công bất ngờ ngày 25 tháng 10 của Tập đoàn quân xe tăng 1 (Đức) đã đem lại cho Cụm tác chiến Bắc Kavkaz của quân đội Liên Xô một sự may mắn. Nếu không, rất có thể họ sẽ lặp lại thất bại của Phương diện quân Tây Nam (Liên Xô) hồi mùa hè năm 1942 khi kế hoạch phản công từ chỗ lồi Izyum - Barvenkovo gần như trùng lặp với thời hạn tấn công cũng của Tập đoàn quân xe tăng 1 (Đức). Mặc dù chiến trường chính ban đầu được quân đội Liên Xô xác định tại khu vực Nalchik - Ordzhionikidze nhưng đến ngày 3 tháng 11, khi Quân đoàn kỵ binh cận vệ 4 Kuban đang phản kích về Kayasula vấp phải đòn tấn công ồ ạt của Sư đoàn "F" (Đức) từ Budennovsk kéo ra, Bộ tư lệnh Cụm tác chiến Bắc Kavkaz mới biết đến sự có mặt của đơn vị đặc biệt này và lệnh cho Tập đoàn quân 44 rút Quân đoàn kỵ binh cận vệ 4 Kuban về, phòng thủ chặt chẽ tuyến sông Terek từ Kizlyar đến Gudermes. Khu vực từ Gudermes đến Naurskaya sẽ do cánh phải của Tập đoàn quân 58 đảm nhận.

## Binh lực

### Quân đội Đức Quốc xã
Tác chiến trên hướng Nalchik - Ordzonikidze, Tập đoàn quân xe tăng 1 (Đức) huy động 3 sư đoàn xe tăng, 1 sư đoàn cơ giới, 2 sư đoàn bộ binh, trong đó có 1 sư đoàn bộ binh sơn chiến.
- Sư đoàn xe tăng 3 thuộc Quân đoàn xe tăng 40;
- Sư đoàn xe tăng 13 thuộc Quân đoàn xe tăng 3;
- Sư đoàn xe tăng 23 (tăng viện cho quân đoàn xe tăng 3 thay sư đoàn xe tăng 19);
- Sư đoàn cơ giới 16 thuộc Quân đoàn xe tăng 40;
- Sư đoàn bộ binh 257 thuộc quân đoàn bộ binh 52;
- Sư đoàn bộ binh sơn chiến 1 thuộc Quân đoàn bộ binh sơn chiến 4.

Trên hướng Budennosk - Kizlyar có Sư đoàn "F" và Sư đoàn cơ giới SS "Wiking".

### Quân đội Liên Xô
Tại khu vực Nalchik - Ordzonikidze:
- Tập đoàn quân 9 của tướng K. A. Koroteev
- Tập đoàn quân 37 của trung tướng P. M. Kozlov, biên chế gồm:
  - Sư đoàn bộ binh cận vệ 2 của thiếu tướng V. F. Zakharov;
  - Sư đoàn bộ binh 295 của đại tá N. G. Safarian;
  - Sư đoàn bộ binh 392 của đại tá G. I. Kuparadze;
- Tập đoàn quân 58 của tướng K. S. Melnik

Tại khu vực Tarumovskaya - Kaysula - Achikulak:
- Tập đoàn quân 44 gồm các quân đoàn bộ binh 9, 10, quân đoàn kỵ binh cận vệ 4 Kuban và sư đoàn bộ binh 10.

## Diễn biến

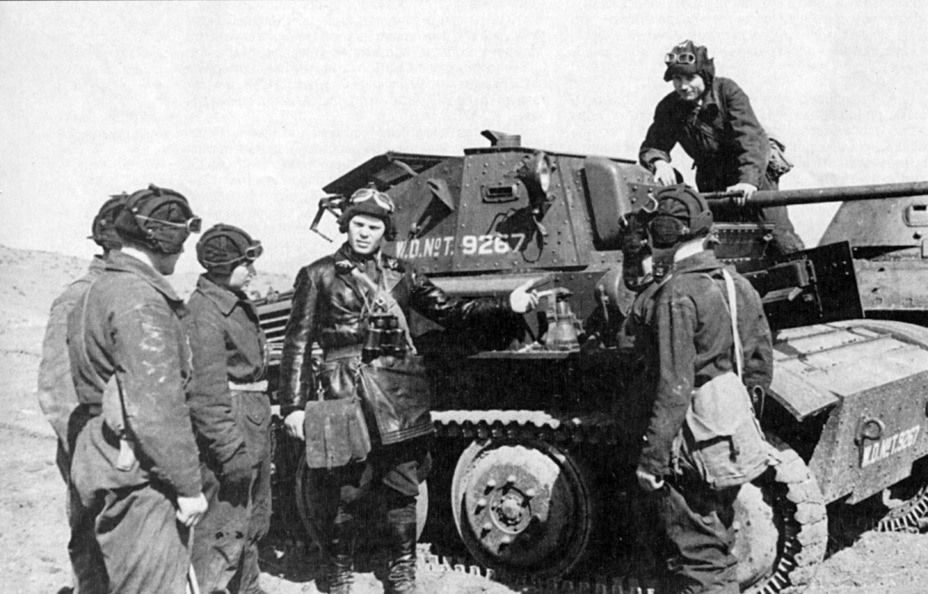
Một đơn vị thiết giáp Quân đội Liên Xô sử dung xe bọc thép MK-VIII của ANh tại mặt trận Zakavkaz, mùa đông năm 1942

Ngày 25 tháng 10, khoảng 70 máy bay ném bom Đức bắt đầu không kích Sở chỉ huy Tập đoàn quân 37 (Liên Xô) ở thị trấn Dolinsk. Tướng P. M. Kozlov, tư lệnh Tập đoàn quân 37 cho đó chỉ là những cuộc ném bom "quấy rối" của không quân Đức mà hoàn toàn không biết rằng cuộc tấn công của Tập đoàn quân xe tăng 1 (Đức) đã bắt đầu. Ngay sau đó, P. M. Kozlov ra lệnh chuyển sở chỉ huy Tập đoàn quân đến Khasani mà không thông báo cho Bộ tư lệnh Cụm tác chiến Bắc Kavkaz biết. Trận không kích đã làm gián đoạn liên lạc giữa Bộ tư lệnh tập đoàn quân 37 (Liên Xô) với các sư đoàn bộ binh 295 và 329 đang đóng tại cánh Bắc. 10 giờ cùng ngày, máy bay Đức bắt đầu ném đạn khói xuống khu vực Baksanenok và Stary Krepost (???), phía trước tuyến phòng thủ của các sư đoàn 295 và 392. Nấp sau màn khói đó, các đơn vị đi đầu của sư đoàn xe tăng 23 và sư đoàn cơ giới 16 (Đức) bắt đầu công kích vào điểm tiếp giáp giữa hai sư đoàn này. Đòn đột kích mạnh của xe tăng Đức đã buộc sư đoàn bộ binh 295 (Liên Xô) phải rút lui. Sư đoàn 392 bị chia cắt thành từng nhóm nhỏ và bị dồn ép lên núi. Ngày 26 tháng 10, Sư đoàn xe tăng 23 (Đức) tiếp tục tấn công và đạt được chiều sâu đột phá lên đến 8 km. Buổi chiều cùng ngày, tướng P. M. Kozlov điều Sư đoàn bộ binh cận vệ 2 được tăng cường trung đoàn bộ binh 857 ra phản kích nhưng chừng đó lực lượng là không đủ để chặn cuộc tấn công của hai sư đoàn xe tăng và cơ giới Đức. Cuộc phản kích thất bại.
Ngày 27 tháng 10, Sư đoàn cơ giới 16 (Đức) bắt đầu công kích đến tuyến phòng thủ thứ hai do các sư đoàn bộ binh 151 và 275 chiếm lĩnh tại khu vực Kotlyarevsk - Prishibsk (???), xe tăng Đức phát triển tấn công sâu thêm 20 km về phía Nam, uy hiếp thị trấn Alagir. Nguy cơ xe tăng Đức đột nhập Ordzonikidze giống như hồi tháng 9 xuất hiện trở lại. Cùng ngày, tướng Ewald von Kleist gửi một báo cáo lạc quan cho Adolf Hitler:
| “                   | Cuộc tấn công của Tập đoàn quân xe tăng 1 tại khu vực Nalchik đã làm cho đối phương hoàn toàn bị bất ngờ. Ngay trong hai ngày đầu tiên, các sư đoàn xe tăng đã tiến đến Psygans và hợp vây được bốn sư đoàn của đối phương. Việc tiêu diệt các nhóm quân này sẽ hoàn tất trong vài ba ngày tới. Các lực lượng xe tăng ở phía Nam lại có triển vọng đánh chiếm Ordzhonikidze và lại mở con đường tiến ra phía Nam sông Terek. | ” |
| — Ewald von Kleist, | |   |

Ngày 28 tháng 10, đại tướng I. V. Tyulenev phải tạm gác việc chỉ đạo Cụm tác chiến Biển Đen đang tiến hành các trận đánh phòng thủ tại khu vực Tuapse để bay về Grozny. Ngay sau khi nghe báo cáo của I. I. Maslenikov, I. V. Tyulenev đã dùng quyền hạn đại diện Đại bản doanh ra lệnh lập tức điều động lữ đoàn bộ binh 155 từ khu vực Sukhumi, các sư đoàn bộ binh 177 và 319 từ Tập đoàn quân 58 lên tăng cường cho mặt trận Nalchik - Orzhonikidze. Để phòng ngừa trước việc quân Đức có thể chiếm được Orzhonikidze, tướng I. V. Tyulenev ra lệnh lấy Quân đoàn bộ binh cận vệ 10 được tăng cường hai trung đoàn pháo chống tăng và ba tiểu đoàn pháo binh lập tuyến phòng thủ trên bờ đông sông Terek từ Urukh đến Chikola. Quân đoàn bộ binh cận vệ 11 và sư đoàn bộ binh 471 được lệnh phải giữ bằng được các vị trí phòng thủ trên tuyến sông Terek từ Zmensky (???) đến Zamankul, phía tây Orzhonikidze.
Ngày 29 tháng 10, để tiếp sức cho cuộc tấn công, tướng Eberhard von Mackensen tung sư đoàn xe tăng 13 vào trận, tiếp tục dồn ép Tập đoàn quân 37 lên các dãy đồi dưới chân mạch núi Kavkaz. Ngày 30 tháng 10, sư đoàn xe tăng 23 tấn công cụm cứ điểm Urukh, ngày 31 tháng 10, sư đoàn cơ giới 16 tiến đánh cứ cứ điểm Chikola, Quân đoàn bộ binh cận vệ 10 (Liên Xô) bị tổn thất nặng mặc dù các trung đoàn pháo chống tăng đã bắn đến những viên đạn cuối cùng. Rạng sáng ngày 1 tháng 11, Quân đoàn bộ binh cận vệ 10 (Liên Xô) phải rút khỏi khu vực Alagir - Kirov. Ngày 1 tháng 11, sư đoàn cơ giới 16 (Đức) đánh chiếm Alagir. Chiều ngày 1 tháng 11, không quân Đức mở một trận ném bom dữ dội vào thành phố Odzhonikidze. Mặc dù bị bắn rơi đến 12 chiếc nhưng không quân Đức đã gây thiệt hại nặng nề cho Quân đoàn bộ binh cận vệ 10. Một quả bom đã rơi trúng phòng làm việc của Cục tham mưu Cụm tác chiến Bắc Kavkaz (Liên Xô), giết chết tướng P. I. Bodin, tham mưu trưởng cụm quân này cùng Bộ trưởng Nội vụ nước Cộng hòa Xô Viết tự trị Bắc Ossetia Zadelava và Ủy viên hội đồng quân sự mặt trận A. N. Sazhaya.

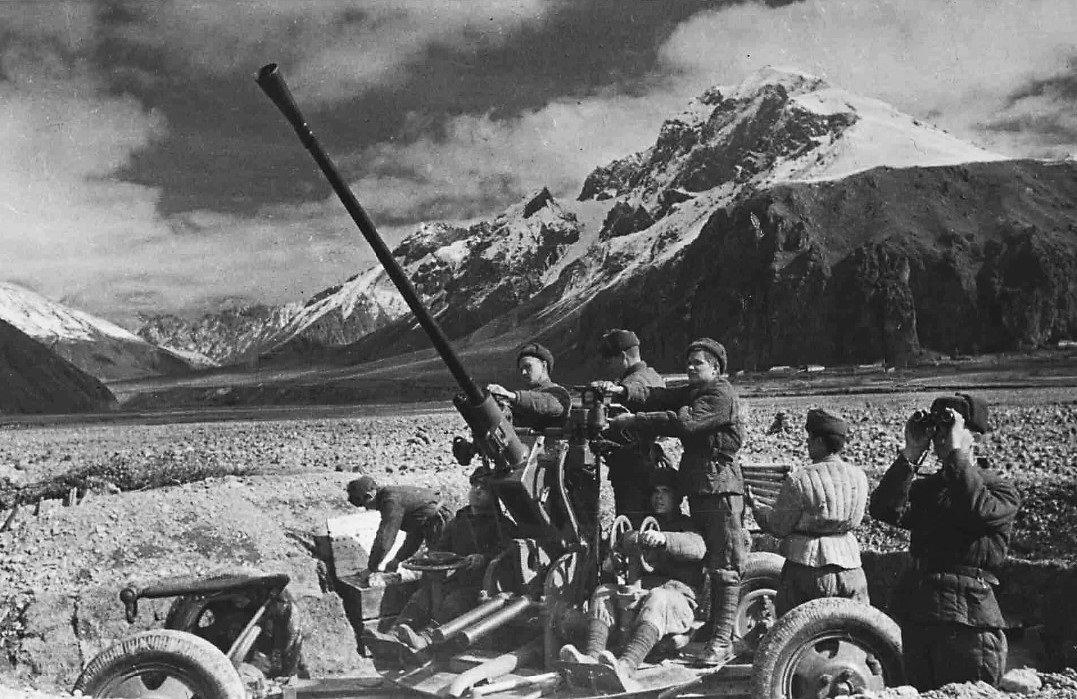
Một khẩu đội pháo phòng không Liên Xô bảo vệ không phận Nalchik

Trong khi cuộc tiến công của quân Đức bị chặn lại ở bờ Tây sông Terek cách thành phố Ordzhonikize chỉ khoảng 15 km thì đại tướng I. V. Tyulenev chuẩn bị phản công theo kế hoạch mà tướng P. I. Bodin đã hoạch định trước khi ông bị trúng bom. Ngày 2 tháng 11, Bộ tư lệnh Cụm Bắc Kavkaz nhận được tăng viện từ Đại bản doanh gồm 3 lữ đoàn xe tăng. Trong đó, lữ đoàn xe tăng cận vệ 2 được trang bị 24 xe tăng T-34, 16 xe tăng T-70, lữ đoàn xe tăng cận vệ 5 và lữ đoàn xe tăng 15 được trang bị 46 xe bọc thép "Valentin" và 33 xe tăng M-3. Các đơn vị còn lại của Tập đoàn quân 58 gồm sư đoàn bộ binh 414, sư đoàn biên phòng Makhachkala, sư đoàn biên phòng 19 Ordzhonikidze, trung đoàn bộ binh độc lập 10, các trung đoàn đặc công Spetnaz 26, 28, 29, 30, các tiểu đoàn xe tăng độc lập 488 và 560 cũng được huy động để chuẩn bị phản công.
Ngày 6 tháng 11, cuộc phản công của Cụm tác chiến Bắc Kavkaz (Liên Xô) bắt đầu từ khu vực Gisel với cuộc đấu tăng giữa các sư đoàn xe tăng 23 và sư đoàn cơ giới 16 với 3 lữ đoàn xe tăng và 2 tiểu đoàn xe tăng độc lập của quân đội Liên Xô. Mặc dù chịu thiệt hại nặng với 29 xe tăng bị bắn cháy và 32 xe khác bị bắn hỏng nhưng các lữ đoàn xe tăng Liên Xô cũng bắt quân Đức phải trả một cái giá tương đương. Các trung đoàn pháo chống tăng được phối thuộc cho Quân đoàn bộ binh cận vệ 9 đã loại khỏi vòng chiến đấu hơn 70 xe tăng Đức. Ngày 10 tháng 11, Quân đoàn bộ binh cận vệ 11 (Liên Xô) đã tiến ra Mayramadag, đe dọa các tuyến tiếp tế của các sư đoàn xe tăng và cơ giới Đức đang tác chiến ở Gisel trước cửa ngõ Grozny. Quân Đức cố chống giữ khu vực hành lang Mayramadag, Dzuarikau chỉ rộng 3 km. Ngày 11 tháng 11, các sư đoàn xe tăng và cơ giới Đức phải bỏ Gisel, băng qua hành lang hẹp Mayramadag, Dzuarikau rút khỏi ngoại vi Ordzhonikidze rút về Elkhotovo trong làn hỏa lực bắn thẳng của pháo binh Liên Xô. Ngày 12 tháng 11, các trung đoàn đặc công Spetnaz 26, 28, 29 và 30 (Liên Xô) có xe tăng yểm hộ đã bất ngờ đột nhập Elkhotovo và đánh chiếm khu vực "cửa mở" quan trọng này. Từ tháng 1 năm 1943, khu vực ngã tư đường sắt Elkhotovo trở thành một điểm tập kết binh lực, phương tiện, một căn cứ bàn đạp quan trọng để quân đội Liên Xô thực hiện các chiến dịch phản công lên hướng Nalchik - Piatigorrsk.

## Kết quả, đánh giá và ảnh hưởng
Kết quả cuộc tấn công lần thứ hai của Tập đoàn quân xe tăng 1 trên hướng Grozny - Ordzonikidze và cuộc phản công chiến thuật của các Tập đoàn quân 9, 58 và 37 của Quân đội Liên Xô đã làm cho quân Đức bị thiệt hại lớn. Các sư đoàn xe tăng 13, 23 và sư đoàn cơ giới 16 (Đức) phải bỏ lại rất nhiều trang bị nặng gồm 140 xe tăng (kể cả những chiếc đã bị bắn hỏng) 7 xe bọc thép, 70 khẩu pháo, 95 súng cối, 183 xe quân sự các loại. Hơn 5.000 sĩ quan và binh lính Đức chết trận, 2.350 người bị bắt làm tù binh.
Theo thượng tướng Heinz Guderial, tổng thanh tra lực lượng tăng - thiết giáp của quân đội Đức Quốc xã, Tập đoàn quân xe tăng 1 (Đức) đã bị trừng phạt chỉ bởi những sai lầm chiến thuật nhưng lại hết sức nguy hiểm. Tập trung lực lượng để tấn công cánh trái của Cụm tác chiến Bắc Kavkaz với binh lực phòng thủ tướng đối yếu là hoàn toàn đúng đắn. Nhưng các sư đoàn xe tăng Đức đã quá tập trung vào việc dồn ép Tập đoàn quân 37 vốn đã suy yếu về phía sườn núi Kavkaz và để chậm trễ trong việc vô hiệu hóa những lực lượng phòng thủ mạnh hơn ở hướng Grozny. Do đó, tướng I. V. Tyulenev có thời gian thay đổi hướng phòng thủ chủ yếu. Đến khi các sư đoàn xe tăng Đức bắt đầu đột phá vào Ordzonikidze thì quân đội Liên Xô đã được tăng viện và điều đến hướng này những lực lượng mạnh mà họ đã trù tính cho một cuộc phản công, đồng thời, chuyển những đơn vị chủ lực từ sườn phải sang sườn trái để tăng thêm nhiêu lớp phòng thủ. Nhờ đó, họ đã thành công trong việc đánh tiêu hao các sư đoàn xe tăng, cơ giới Đức trong suốt chiều sâu hơn 30 km của trận địa phòng thủ.
Mặc dù có ưu thế ban đầu về binh lực và giành được thế bất ngờ chiến thuật nhưng sư đoàn xe tăng 23 và sư đoàn cơ giới 16 (Đức) lại quá quan tâm đến đến sườn phải của họ do Tập đoàn quân 37 đã bị dồn ép. Vì vậy, những nỗ lực ban đầu của người Đức để hướng đòn tấn công bằng xe tăng về Ordzonikidze đã bị thiếu lực. Đến khi tướng Eberhard von Mackensen tung sư đoàn xe tăng 13 ra đánh với Tập đoàn quân 37 để giải thoát cho sư đoàn xe tăng 23 khỏi mối lo bên sườn mà tập trung vào hướng Ordzonikidze thì thế bất ngờ về chiến thuật đã mất. Các sư đoàn xe tăng Đức bắt đầu phải mở các trận đánh công kiên vào các lớp phòng thủ của quân đội Liên Xô mà cứ mỗi lần bóc gỡ được một lớp phòng thủ ấy, họ phải trả giá bằng hàng chục xe tăng bị bắn cháy, bắn hỏng.

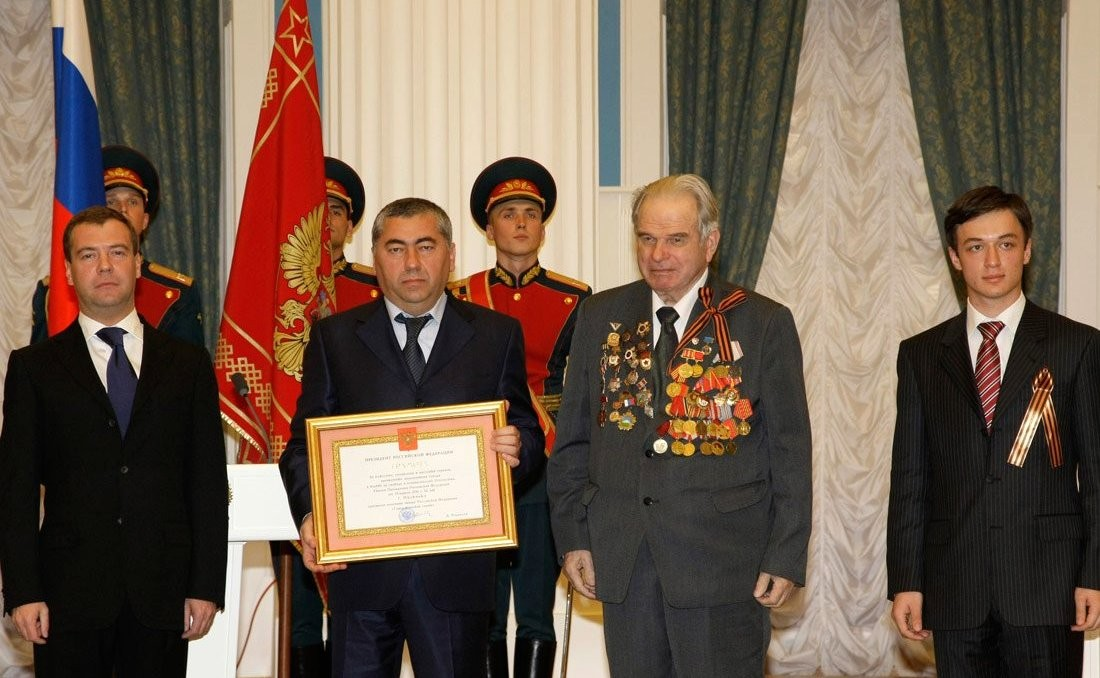
Tổng thống Liên bang Nga Dmitry Medvedev trao bằng "Vinh danh thành phố quân sự" cho đại diện người dân thành phố Nalchik, ngàyy 4 tháng 5 năm 2010

Sai lầm lớn nhất của quân đội Liên Xô thuộc về tư lệnh Tập đoàn quân 37, trung tướng P. M. Kozlov. Cho rằng quân Đức đã bị kiệt sức sau các trận đột kích vào Ordzhonikidze hồi tháng 9, tướng P. M. Kozlov vẫn thong dong ra lệnh cho tập đoàn quân của mình chuẩn bị tổng phản công mà không chú ý đến việc sư đoàn cơ giới 16 (Đức) đã được rút khỏi thảo nguyên Kalmyk và điều đến khu vực Nalchik. Kết quả là cuộc tấn công ngày 25 tháng 10 của quân Đức đã dồn Tập đoàn quân 37 (Liên Xô) vào thế bị động hoàn toàn. Hai sư đoàn bộ binh 295 và 392 của tập đoàn quân này đã bị tổn thất rất nặng. Trinh sát mặt trận của Cụm tác chiến Bắc Kavkaz (Liên Xô) cũng không phát hiện được sư đoàn xe tăng 23 (Đức) tăng viện cho Tập đoàn quân xe tăng 1 đã đổ quân xuống Stavropol đêm 20 tháng 10 và qua hai cuộc hành quân đêm, đã có mặt ở ngoại ô Nalchik ngày 23 tháng 10. Một sự nhầm lẫn khác trong tính toán ban đầu của tướng I. I. Maslenikov xuất phát từ cuộc chạm súng bất ngờ giữa Quân đoàn kỵ binh cận vệ 4 Kuban với Sư đoàn đặc nhiệm "F" (Đức) ngày 20 tháng 10 năm 1942 tại thị trấn Achikulak, phía Tây Nam Budennovsk khoảng 50 km. Những báo cáo không chính xác của Bộ chỉ huy Quân đoàn kỵ binh cận vệ 4 về số lượng xe tăng Đức xuất hiện trong trận đánh đã làm cho I. I. Maslenikov phân vân về hướng đột kích tiếp theo của Tập đoàn quân xe tăng 1 Đức. Vì vậy, trong hai ngày đầu cuộc tấn công của quân Đức, I. I. Maslenikov đã không dám điều các lực lượng ở các khu vực Makhachkala và Kizlyar lên tăng cường cho hướng Nalchik-Ordzhonikidze.
Mặc dù giành được lợi thế nhưng tướng I. V. Tyulenev vẫn thận trọng. Tập đoàn quân xe tăng 1 (Đức) tuy bị thiệt hại nặng nhưng vẫn còn đủ sức chiến đấu, Quân đoàn xe tăng 40 (Đức) vẫn đang uy hiếp Grozny từ hướng Mozdok - Malgobek, sư xuất hiện của Sư đoàn đặc nhiệm "F" (Đức) tại thảo nguyên Kalmyk buộc Bộ tư lệnh Cụm bắc Kavkaz phải tăng thêm lực lượng cho Tập đoàn quân 44 sau khi đã rút Tập đoàn quân 58 khỏi Makhachkala. Và cuối cùng, việc chuẩn bị cho cuộc phản công chiến lược tại mặt trận Stalingrad đã thu hút về khu vực đó hầu hết các lực lượng dự bị mạnh nhất của quân đội Liên Xô. Vì vậy, I. V. Tyulenev cho rằng mọi ý định phản công hiện thời vẫn còn sớm trong khi kết cục các trận đánh ở khu vực Tuapse - Novorossiysk vẫn chưa ngã ngũ.